# Сусан-Накін
Сусан-Накін (перс. سوسن نقين) — село в Ірані, у дегестані Шагсаван-Канді, в Центральному бахші, шагрестані Саве остану Марказі. За даними перепису 2006 року, його населення становило 126 осіб, що проживали у складі 44 сімей.

## Клімат
Середня річна температура становить 15,05°C, середня максимальна – 33,66°C, а середня мінімальна – -7,41°C. Середня річна кількість опадів – 261 мм.
| Клімат поселення                              | Клімат поселення | Клімат поселення | Клімат поселення | Клімат поселення | Клімат поселення | Клімат поселення | Клімат поселення | Клімат поселення | Клімат поселення | Клімат поселення | Клімат поселення | Клімат поселення | Клімат поселення |
| Показник                                      | Січ.             | Лют.             | Бер.             | Квіт.            | Трав.            | Черв.            | Лип.             | Серп.            | Вер.             | Жовт.            | Лист.            | Груд.            |                  |
| Середній максимум, °C                         | 9,60             | 12,05            | 17,22            | 23,64            | 28,38            | 33,00            | 33,66            | 32,35            | 28,42            | 22,97            | 16,67            | 10,02            |                  |
| Середня температура, °C                       | 1,10             | 3,55             | 8,72             | 15,12            | 19,87            | 24,49            | 27,62            | 26,28            | 22,36            | 16,92            | 10,62            | 3,94             |                  |
| Середній мінімум, °C                          | −7,41            | −4,98            | 0,20             | 6,60             | 11,36            | 15,99            | 21,56            | 20,21            | 16,30            | 10,86            | 4,54             | −2,12            |                  |
| Норма опадів, мм                              | 37               | 36               | 46               | 33               | 24               | 4                | 1                | 1                | 1                | 14               | 25               | 39               |                  |
| Середньомісячна швидкість вітру, м/с          | 1.40             | 2.12             | 2.94             | 3.14             | 2.90             | 2.79             | 2.94             | 2.82             | 2.40             | 2.38             | 1.96             | 1.47             |                  |
| Середньомісячна сонячна радіація, кДж/м²·день | 9077             | 11960            | 14404            | 18036            | 22080            | 26291            | 25782            | 23499            | 20110            | 14702            | 10777            | 8774             |                  |
| --------------------------------------------- | ---------------- | ---------------- | ---------------- | ---------------- | ---------------- | ---------------- | ---------------- | ---------------- | ---------------- | ---------------- | ---------------- | ---------------- | ---------------- |
| Джерело:                                      |                  |                  |                  |                  |                  |                  |                  |                  |                  |                  |                  |                  |                  |